# Landgericht Tölz

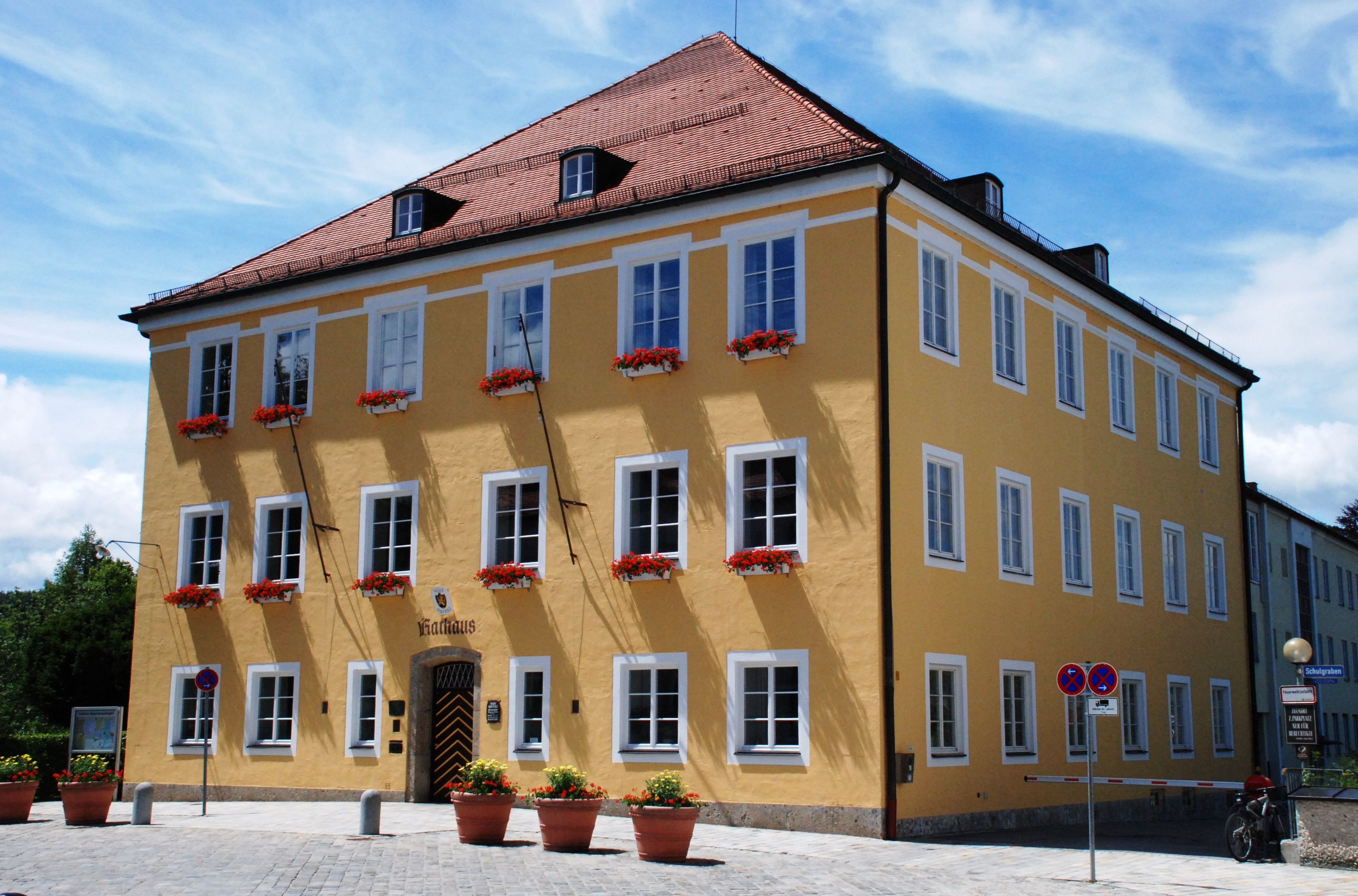
Ehemaliges Landgerichtsgebäude Am Schloßplatz 1, heute Rathaus

Das Landgericht Tölz war ein von 1803 bis 1879 bestehendes bayerisches Landgericht älterer Ordnung mit Sitz in Tölz im heutigen Landkreis Bad Tölz-Wolfratshausen. Die Landgerichte waren im Königreich Bayern Gerichts- und Verwaltungsbehörden, die 1862 in administrativer Hinsicht von den Bezirksämtern und 1879 in juristischer Hinsicht von den Amtsgerichten abgelöst wurden.

## Geschichte
Im Jahr 1803 wurde im Verlauf der Verwaltungsneugliederung Bayerns das Landgericht Tölz errichtet. Es gehörte ab 1808 zum Isarkreis mit der Hauptstadt München und ab 1838 zu Oberbayern. Mit Inkrafttreten des Gerichtsverfassungsgesetzes am 1. Oktober 1879 wurde ein Amtsgericht in Tölz, dem heutigen Bad Tölz gebildet, dessen Sprengel identisch mit dem des vorhergehenden Landgerichts war.